# BK Krasnaja Zarja Leningrad
Basketbolnyj kloeb Krasnaja Zarja Leningrad (Russisch: Баскетбольный клуб Красная заря Ленинград) was een professionele basketbalclub uit Leningrad (Rusland).

## Geschiedenis
In 1922 werd in Leningrad, onder auspiciën van de fabriek Krasnaja Zarja (Rode dageraad), een sportvereniging met de bijbehorende naam gevormd. Het basketbalteam speelde voor het eerst in de regionale competities om fabriekswedstrijden te winnen. In 1937 deed de club mee om het Landskampioenschap van de Sovjet-Unie. Krasnaja Zarja won de zilveren medaille, achter Dinamo Moskou. Krasnaja Zarja hield dat jaar andere teams uit Leningrad achter zich, zoals Spartak Leningrad, Dinamo Leningrad, Boerevestnik Leningrad en GOLIFK Leningrad. In de 1/16 finale versloeg Krasnaja Zarja, Spartak Moskou met een score van 37:24. In de 1/8 finale versloeg Krasnaja Zarja, Lokomotiv Dno (41:21), en in de halve finale versloegen ze Dinamo Tbilisi (33:31). In de laatste fase verloor Krasnaja Zarja van Dinamo Moskou (15:25), speelde het gelijk tegen Lokomotiv Moskou (33:33). Dinamo Moskou won van Lokomotiv Moskou (31:20). Het gevolg hiervan was dat Krasnaja Zarja, tweede werd in de eindstand met een beter doelsaldo dan Lokomotiv Moskou in de strijd om zilveren medaille. Het volgende seizoen, in 1938, behaalde het team de 8e plaats van de 9 deelnemers (het kampioenschap werd gespeeld in een toernooi met één ronde) en haalde slechts 2 overwinningen. De volgende twee seizoenen, 1939 en 1940, speelde het team in groep II. Na de oorlog bestond het team niet meer in de basketbalelite.

## Erelijst
- Landskampioen Sovjet-Unie:
  - Tweede: 1937